# Nélson Manuel Ribeiro da Silva
Nélson Manuel Ribeiro da Silva, hay Nelsinho (sinh ngày 28 tháng 7 năm 1979) là một cầu thủ bóng đá người Bồ Đào Nha thi đấu cho Varzim.

## Sự nghiệp câu lạc bộ
Anh ra mắt chuyên nghiệp tại Giải bóng đá hạng nhất quốc gia Bồ Đào Nha cho Estrela da Amadora vào ngày 6 tháng 2 năm 2005 trong trận đấu trước Gondomar.